# آک‌تیوبا
آک‌تیوبا (انگلیسی: Aktyuba) یک شهرک در شهرستان کارماسکالینسکی استان باشقیرستان کشور روسیه است.